# Ophiopogon bodinieri
Ophiopogon bodinieri är en sparrisväxtart som beskrevs av Augustin Abel Hector Léveillé. Ophiopogon bodinieri ingår i släktet Ophiopogon och familjen sparrisväxter. Inga underarter finns listade i Catalogue of Life.